# 王玄
王 玄（おう げん、生没年不詳）は、東晋の武将・政治家。字は眉子。本貫は琅邪郡臨沂県。琅邪王氏の一門で王衍の子。姉妹に王景風・王恵風ら。

## 略歴
彼は、生まれつき豪勇で事があったときには情緒に左右されなかった。同時に俊敏に富んで、簡曠を敬慕して、衛玠とともにその名を馳せた。東晋の要職にあった荀藩は王玄を陳留郡太守に推挙して、尉氏県に駐屯させた。後に戦乱を避けて、親交があった祖逖のもとに身を寄せようとしたが、途中で盗賊に殺害された。